# Epirhyssa assamensis
Epirhyssa assamensis là một loài tò vò trong họ Ichneumonidae.